# 벌림 (바둑)
벌림(extension) 또는 전개는 바둑에서 돌의 근거를 확보하고 모양을 갖추는 것으로, 집을 짓기 위해 돌을 좌우 또는 수평으로 벌리는 것이다. 참고로, 돌을 상하 또는 수직 방향으로 벌리는 것은 뜀이라고 한다. 한칸벌림, 두칸벌림, 세칸벌림이 있다.

## 같이 보기
- 벌림